# Ligne 108 (Infrabel)
La ligne 108 était initialement une ligne de chemin de fer belge reliant Erquelinnes à Mariemont. La ligne mesurait 22,7 km de long. Le tronçon de Mariemont à la gare de Binche (7,7 km) est toujours utilisé pour le transport de voyageurs, tandis que celui de Binche à Erquelinnes a été aménagé en sentier pour le réseau RAVeL.

## Histoire
Le 2 août 1857, la Société des Chemins de Fer du Centre inaugurait la ligne en présence du futur roi Léopold II. Cette ligne a été nationalisée en 1878. Dès 1860, la ligne comprenait deux voies sur toute sa longueur.
Le transport de voyageurs entre Binche et Erquelinnes a cessé le 4 novembre 1962. Jusqu'en 1984, le transport de marchandises s'effectuait jusqu'à Grand-Reng. En 1987, le tronçon de Binche à Erquelinnes a été déferré. Il est aujourd'hui intégré au réseau RAVeL.
La ligne 112 fut électrifiée en 1982, à cette occasion, une nouvelle halte fut construite juste après la confluence entre les lignes 112 et 108. Elle ferma en 1993.
Le 9 mai 1983, la ligne 108 a été à son tour électrifiée entre Binche et Mariemont, en 3 kV continu. Le transport de marchandises a cessé le 31 décembre 1999 et, le 18 février 2002, le tronçon encore utilisé a été réduit à une voie.

## Utilisation

### En semaine
- IC-11 : Binche - La Louvière-Sud - Bruxelles-Midi - Turnhout ;
- Trains de pointe : Binche - Braine-le-Comte/Schaerbeek.

### Week-ends
- Trains IC-11 : Binche - La Louvière-Sud - Schaerbeek.

## Galerie

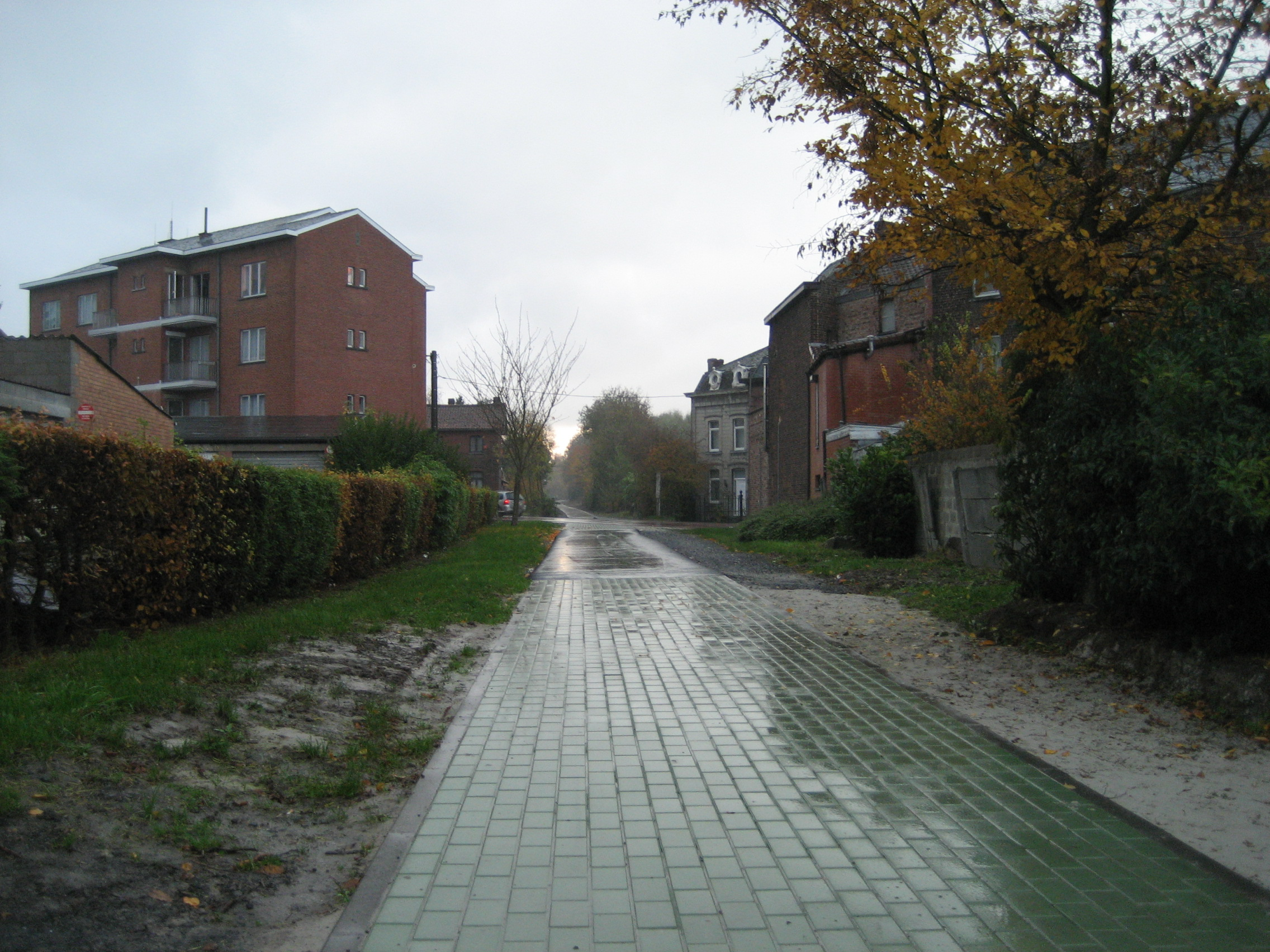
La ligne 108 de Binche à Erquelinnes est aujourd'hui intégrée au réseau RAVeL
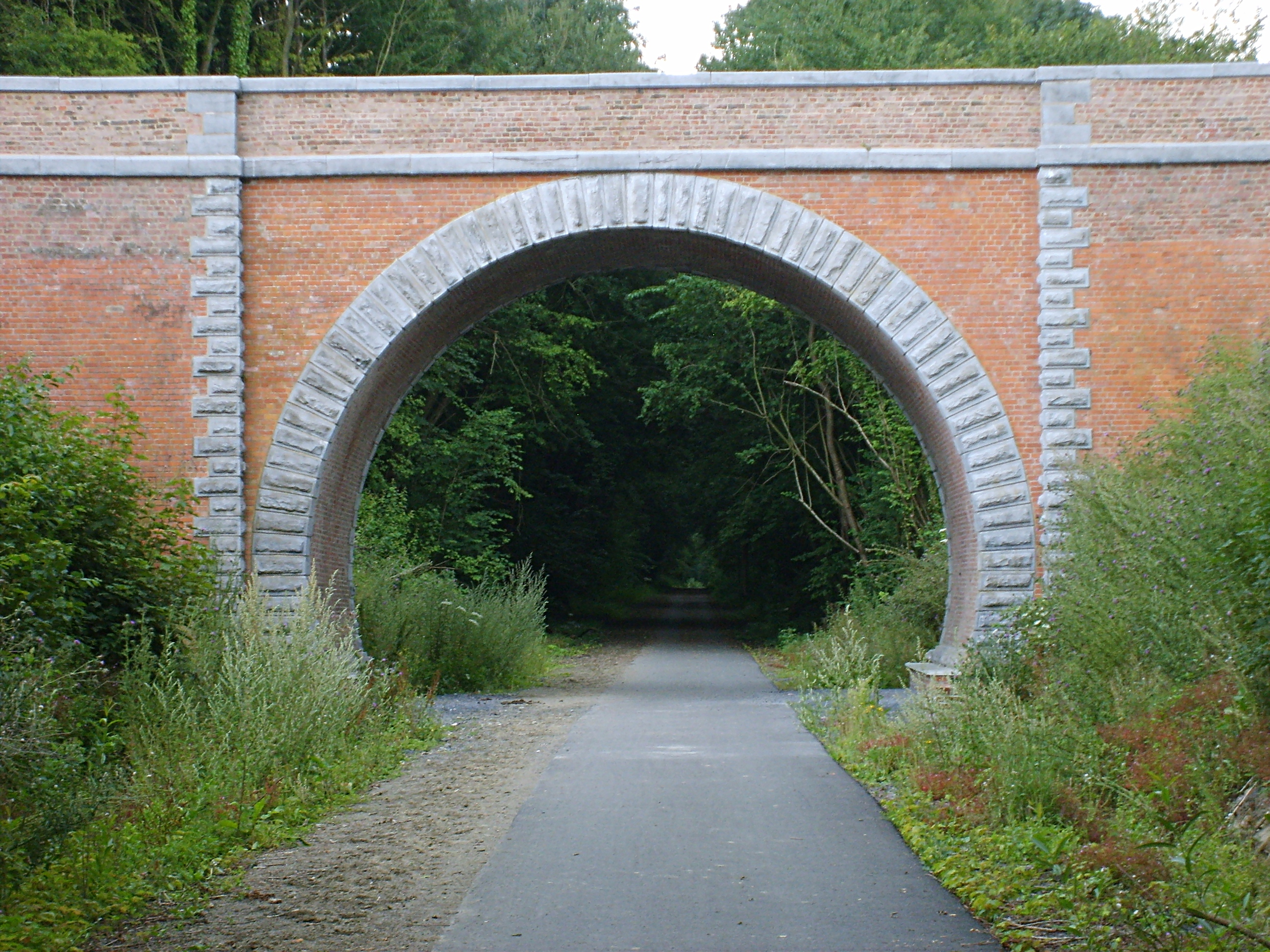
Pont à hauteur de Vellereille-les-Brayeux
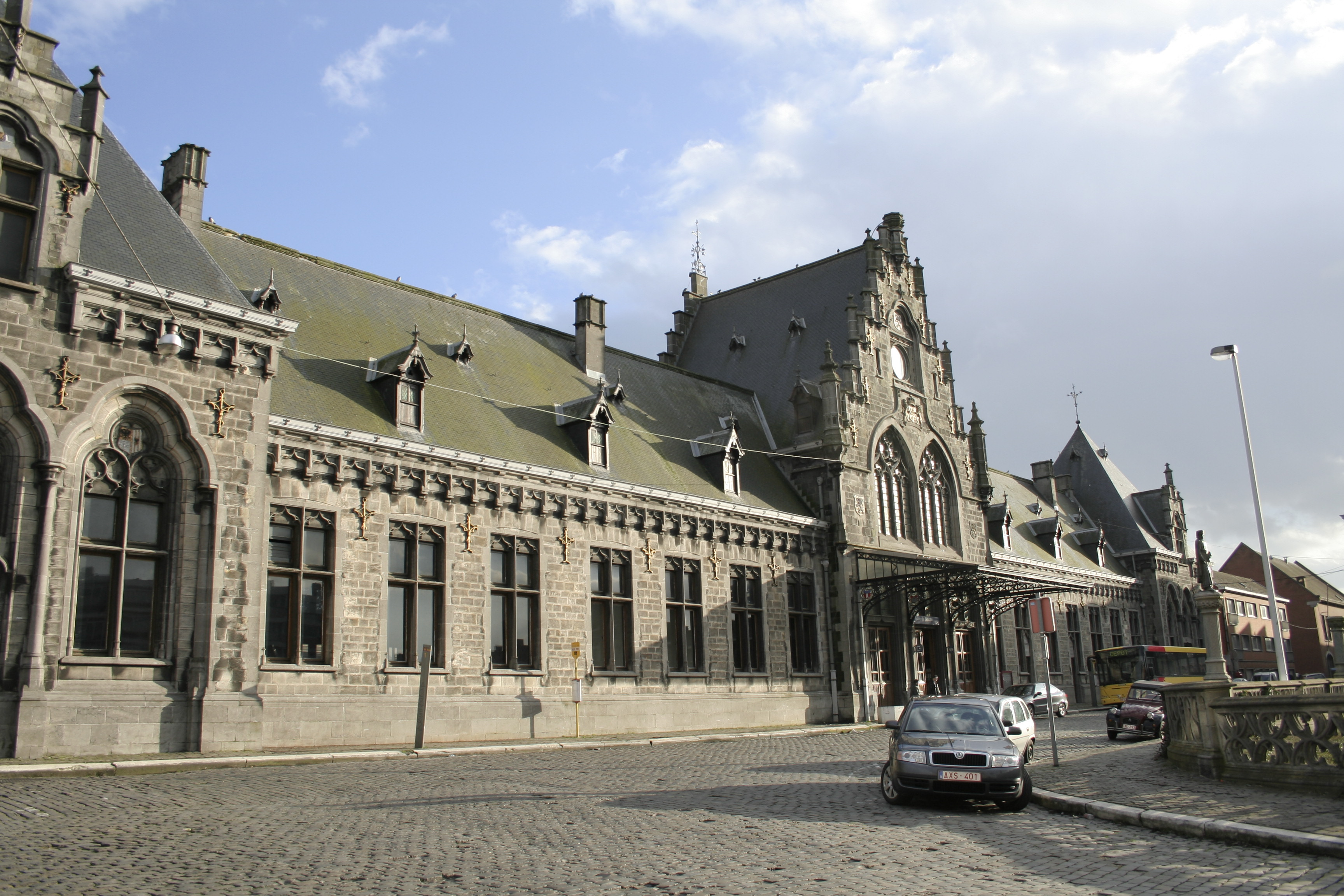
La gare de Binche